# اکوکا
اکوکا (انگلیسی: Echuca) یک منطقه مسکونی در استرالیا است.